# 阿爾斯克
56°05′N 49°53′E / 56.083°N 49.883°E
阿爾斯克（俄语：Арск）是俄羅斯韃靼斯坦共和國北部的一個城市，位於首府喀山東北65公里。2002年人口17,211人。
1606年沙俄建立了堡壘。1781年建市，1926年被撤。2008年6月7日設市。